# Digital Betacam
Digital Betacam (Digibeta) — профессиональный цифровой формат записи видеоизображения и звука, представленный компанией «Sony» на рынке в 1993 году и относящийся к семейству форматов «Betacam». Является одним из самых широко используемых в телевещании. Запись ведётся на видеокассеты с магнитной лентой шириной 1/2 дюйма. Как и в случае с Betacam и Betacam SP существует два типа кассет: S и L , длиной записи 40 и 124 минут соответственно. Значительно повышена надёжность, отсутствует потеря качества при перезаписи через SDI. Видеокассеты обычно имеют голубую окраску.
Digital Betacam обеспечивает запись 10-битного компонентного цифрового сигнала с соотношением частот дискретизации 4:2:2 для сигналов яркости и цветности. Поддерживаются 4 канала звукового сопровождения, частота дискретизации аудиосигнала 48 кГц при 20-битном квантовании. В системе Digital Betacam используется эффективный способ обработки информации — BRR (уменьшение скорости потока данных). Благодаря этому одно и то же количество видеоинформации может быть представлено меньшим объемом данных, чем раньше. Способ компрессии сигнала внутрикадровый (intraframe) с использованием дискретного косинусного преобразования (DCT), коэффициент компрессии сигнала — 2:34:1. Используется мощная система коррекции и маскирования ошибок.
Имеются продольные дорожки управления, режиссерская и временного кода. Все видео- и аудиосигналы записываются сегментным наклонно-строчным способом. Каждое телевизионное поле записывается на 6 наклонных дорожках. Соседние дорожки записываются с азимутальным разворотом рабочих зазоров видеоголовок на ±15°. Записываемый цифровой поток составляет 125,58 Мбит/с.

## Технические характеристики
Видео
- Частота дискретизации, МГц — 13,5 (Y); 6,75 (R-Y/B-Y)
- Чисел отсчетов в строке — 720 (Y); 360 (R-Y/B-Y)
- Число строк в поле — 304 (для 625/50); 256 (для 525/60)
- Записываемые строки — 7—310, 320—623 (для 625/50); 10—265, 273—3 (для 525/60)
- Квантование, бит/отсчет — 10
- Компрессия — 2:34:1

Звук
- Частота дискретизации, кГц — 48
- Квантование, бит/отсчет — 20
- Число каналов — 4

Параметры формата
- Ширина ленты, мм — 12,65
- Рабочий слой — металлопорошковый
- Размеры кассет, мм:
  - S — 156×96×25
  - L — 245×145×25
- Минимальная длина волны, мкм — 0,69 (для 525/60); 0,59 (для 625/50)
- Диаметр барабана головок, мм — 81,4
- Частота вращения барабана, оборотов/с — 89,91 (для 525/60); 75 (для 625/50)
- Число строчек/поле — 6
- Ширина строчек, мкм — 24
- Шаг строчек, мкм — 52 (пар)
- Азимут — −15,269°; +15,231°
- Скорость транспортирования ленты, мм/с — 96,7 (режим Digital Betacam); 101 (режим Betacam)
- Продольные дорожки — дорожки временного кода, управления, монтажного звука
- Толщина ленты, мкм — 14
- Время записи на кассеты, мин.:
  - S — 40
  - L — 124